# Wybory do Parlamentu Europejskiego w Słowenii w 2014 roku
Wybory do Parlamentu Europejskiego VIII kadencji w Słowenii zostały przeprowadzone 25 maja 2014. W ich wyniku zostało wybranych 8 eurodeputowanych. Wybory zakończyły się zwycięstwem opozycyjnej centroprawicy. W głosowaniu tym oddano 402 071 głosów ważnych.

## Wyniki
| Lista wyborcza                          | Głosy  | %     | Miejsca |
| --------------------------------------- | ------ | ----- | ------- |
| Słoweńska Partia Demokratyczna          | 99 643 | 24,78 | 3       |
| Nowa Słowenia i Słoweńska Partia Ludowa | 66 760 | 16,60 | 2       |
| Verjamem                                | 41 525 | 10,33 | 1       |
| Demokratyczna Partia Emerytów Słowenii  | 32 662 | 8,12  | 1       |
| Socjaldemokraci                         | 32 484 | 8,08  | 1       |
| Pozytywna Słowenia                      | 26 649 | 6,63  | 0       |
| Zjednoczona Lewica                      | 21 985 | 5,47  | 0       |
| Kacin-Konkretnie                        | 19 762 | 4,92  | 0       |
| Słoweńska Partia Narodowa               | 16 210 | 4,03  | 0       |
| Pozostali                               | 44 391 | 11,05 | 0       |